# ناديجدا كروبسكايا
ناديجدا كروبسكايا واسمها الكامل ناديجادا كونستانتينوفنا كروبسكايا (ولدت في 26 فبراير 1869 وتوفيت في موسكو في 27 فبراير 1939، كانت ثورية بلشفية روسية وناشطة سياسية وزوجة فلاديمير لينين من عام 1898 حتى وفاته عام 1924. شغلت منصب نائب وزير التعليم في الاتحاد السوفيتي منذ عام 1929 حتى وفاتها عام 1939.
بعد ثورة 1917، كانت كروبسكايا في طليعة المشهد السياسي، وأصبحت عضوًا في اللجنة المركزية للحزب الشيوعي في عام 1924. كانت نائبة مفوض التعليم من عام 1929 إلى عام 1939، وكان لها تأثير قوي على النظام التعليمي السوفييتي، بما في ذلك تطوير أمناء المكتبات السوفييتية.
توفيت كروبسكايا في موسكو عام 1939، بعد يوم واحد من عيد ميلادها السبعين. دفعت ظروف وفاتها والتوترات الشخصية مع جوزيف ستالين إلى العديد من الادعاءات، بعضها مستمد من الدائرة الداخلية لستالين، بأنها تعرضت للتسمم.

## نشأتها
ولدت كروبسكايا لعائلة نبيلة. حيث كانت والدتها مربية سابقة ووالدها ضابطا أقيل من العسكرية بسبب آرائه السياسية. بعد وفاته عام 1883، قامت والدتها إليزافيتا فاسيليفنا تيستروفا (1843 - 1915)، برعايته وحثها على الدفاع على الأفكار الليبرالية. كل ذلك أثر بوضوح على تعليم الشابة التي أظهرت قدرات أكاديمية واضحة وفضول فكري لا ينضب.
بعد اكمالها بنجاح دراستها الثانوية، درست كروبسكايا أصول التدريس في بستوثشيف (Bestoujev) لمدة سنة مابين (1889 - 1890)، لكنها لم تنجح في العثور على وظيفة كمعلمة مما اضطرها بالموازاة مع دراستها في مدرسة داخلية لمنح دروس خصوصية حيث أظهرت موهبة حقيقية للتدريس.

## مشوارها المهني
كانت الحياة السياسية لكروبسكايا نشطة، كانت موظفة في الفصيل البلشفي في حزب العمل الاشتراكي الديمقراطي الروسي منذ عام 1903.
كتب ليون تروتسكي، الذي كان يعمل في مكتب لينين وكروبسكايا من 1902 إلى 1903، في سيرته الذاتية («حياتي»، 1930) عن الأهمية المركزية لكروبسكايا في العمل اليومي لـ RSDLP وصحيفتها Iskra: «سكرتيرة هيئة التحرير إيسكرا وكانت زوجة لينين. كانت في قلب كل أعمال المنظمة؛ استقبلت الرفاق عند وصولهم، وأعلمتهم عند مغادرتهم، وأقامت علاقات، وقدمت عناوين سرية، وكتبت رسائل، ومراسلات مشفرة ومفككة. كانت في غرفتها دائمًا رائحة ورق محترق من الرسائل السرية التي كانت تسخنها فوق النار لقراءتها...» 

## حياتها الخاصة

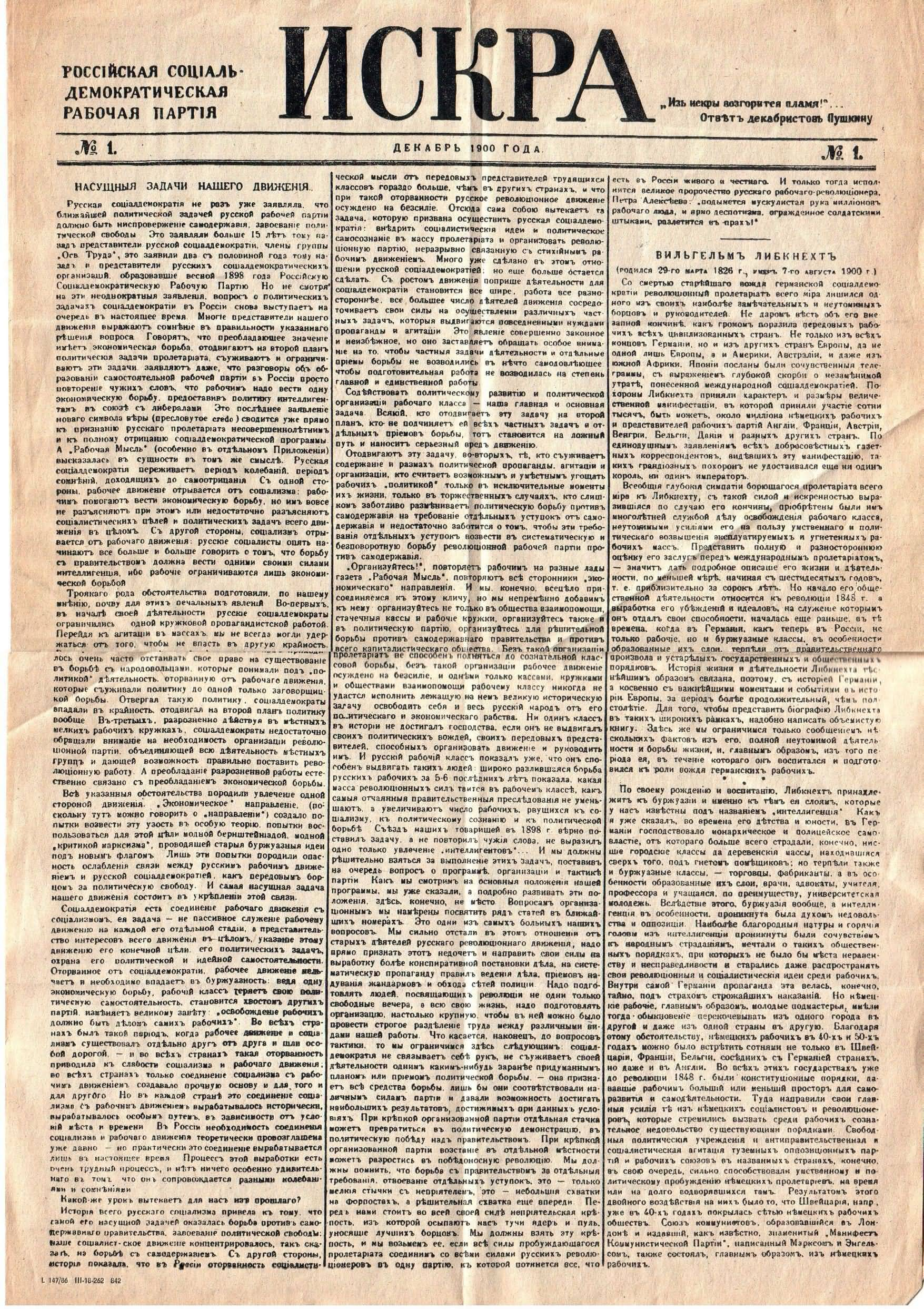
إيسكرا 12-1900

في سنة 1890 أصبحت كروبسكايا عضوا في اتحاد لطلاب الماركسيين حيث عملت بقوة لنشر الأفكار الثورية بين العمال الذين تلتقي بهم خلال دروس محو الأمية. وبعد سنوات من النشاط التحقت ناديجدا بالدوائر البروليتارية، ثم لاحقًا بفلاديمير إيليش أوليانوف (الذي سيعرف فيما بعد باسم فلاديمير لينين) والذي التقته عام 1894 في مؤتمر في سانت بطرسبرغ. جذبتها إليه خطاباته المؤثرة ونقاشه الساخر.
في العام الموالي انضمت كروبسكايا إلى اتحاد النضال من أجل تحرير الطبقة العاملة، الذي أسسه أوليانوف في سانت بطرسبرغ. ومنذ ذلك الحين، التقت مصائر النشطاء الخاصة والعامة، بدأت كروبسكايا بنشر المواد الدعائية وإعداد الاجتماعات والمؤتمرات التي تشارك فيها. في ديسمبر 1895 تم اعتقال لينين وبعد عدة أشهر تم اعتقال كروبسكايا في مناقشات الحزب في أكتوبر 1896. وإبان تلك الفترة حكم على لينين بالنفي ثلاث سنوات إلى سيبيريا. لكن قبل مغادرته، كتب لينين «مذكرة سرية» إلى كروبسكايا سلمتها أمها. اقترح عليها الانضمام إليه في سيبيريا إذا أخبرت الناس بأنها خطيبته. في ذلك الوقت، كانت كروبسكايا لا تزال تنتظر صدور الحكم في سيبيريا. في عام 1898، سمح لكروبسكايا بمرافقة لينين بعد أن ادعت أنها «خطيبته» ليتسمح لها بالانضمام إليه بشكل قانوني في مايو 1898 ويتزوجا في يوليو. عند إطلاق سراحه، ذهب لينين إلى أوروبا واستقر في ميونيخ وانضمت إليه كروبسكايا. عند إطلاق سراحها عام 1901 وبعد وصولها انتقل الزوجان إلى لندن.
كانت علاقة كروبسكايا مع لينين أكثر مهنية منها علاقة زوجية ورغم ذلك بقيت وفية له، ولم تفكر مطلقاً في الطلاق حيث ذكرت في مذكراتها «"معه حتى العمل في الترجمة كان عملاً يطبعه حبً".»
ومن المعتقد أن كروبسكايا عانت من مرض جريفز، وهو مرض يصيب الغدة الدرقية في الرقبة مما يؤدي إلى انتفاخ العينين وشد الرقبة. كما يمكن أن يعطل الدورة الشهرية، والتي قد تفسر سبب عدم امتلاك لينين وكروبسكايا لأطفال.

## وفاتها
توفيت كروبسكايا بسبب التهاب الصفاق في موسكو في 27 فبراير 1939، في اليوم التالي لعيد ميلادها السبعين، ودُفن رمادها في مقبرة جدار الكرملين.
في وقت لاحقاً ظهرت عدة ظروف لسبب وفاتها، مهنا ما ادعى ألكسندر بوسكريبيشيف سكرتير الزعيم ستالين أن ستالين أمر بتسميمها أثناء الاحتفال بعيد ميلادها. اقترح لازار كاجانوفيتش، وهو عضو سابق في المكتب السياسي وشريك ستالين، أيضًا أن لافرينتي بيريا ربما كان متورطًا في تسميم كروبسكايا ونُقل عنه في عام 1991 قوله "لا يمكنني استبعاد هذا الاحتمال ربما يكون هو".
في عام 1939، أدلى ليون تروتسكي بتأكيدات مماثلة حول ظروف وفاة كروبسكايا.
وعلى العكس من ذلك، عارض الكاتب لويجي زويا هذه الادعاءات حيث زعم أن ستالين أرسل كعكات عيد ميلاد إلى كروبسكايا في مناسبات سابقة وأن الضيوف الآخرين الذين تناولوا الكعكة لم يتأثروا على ما يبدو. اقترح ستيفان توماس بوسوني أنها ربما تناولت قهوة مسمومة. وزعم أركادي فاكسبرج أن تأخر الرعاية الطبية لعدة ساعات أثار الشكوك وليس الشائعات حول كعكة مسمومة. كما زعم أن أعراضها الجسدية تشبه أعراض بافيل أليلوييف، وهو ضحية أخرى مزعومة للتسمم.

## معرض الصور

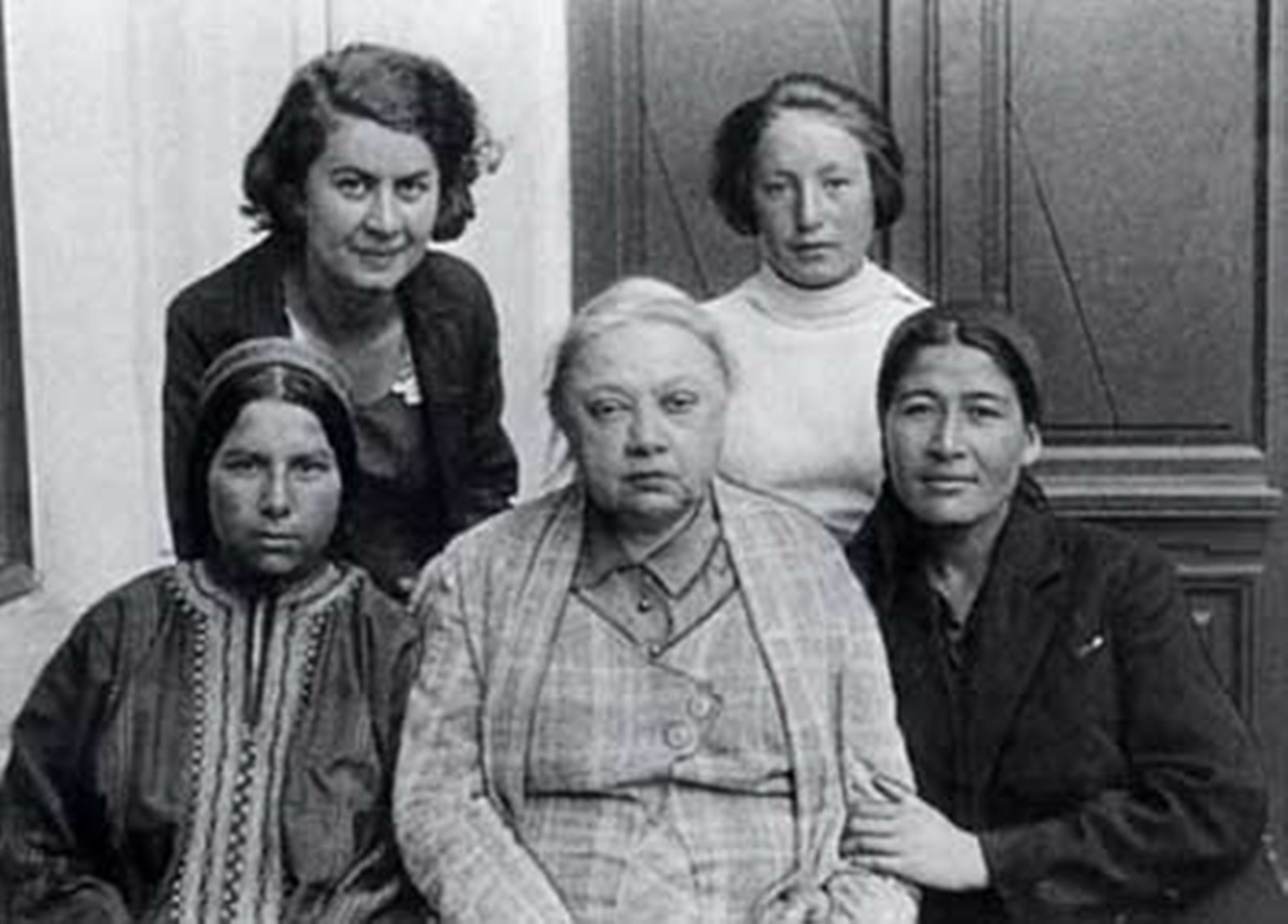
كروبسكايا في الوسط سنة 1930
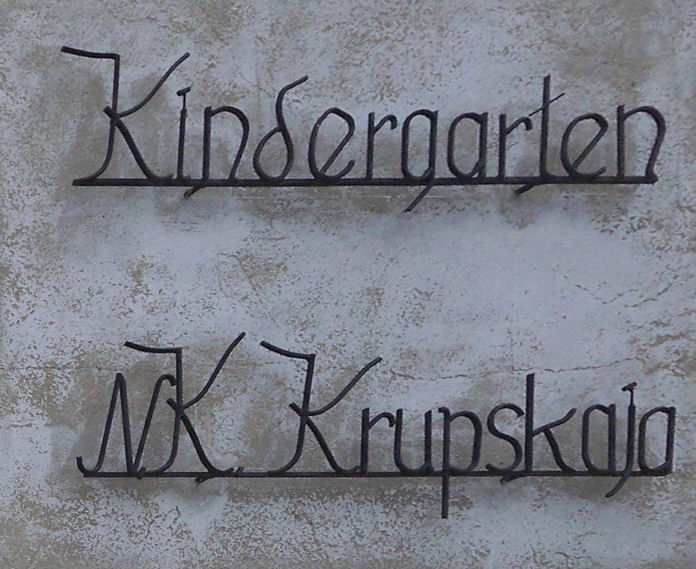
أطلق اسمها على روضة أطفال في بلدة سبانداو في مدينة برلين ، ألمانيا
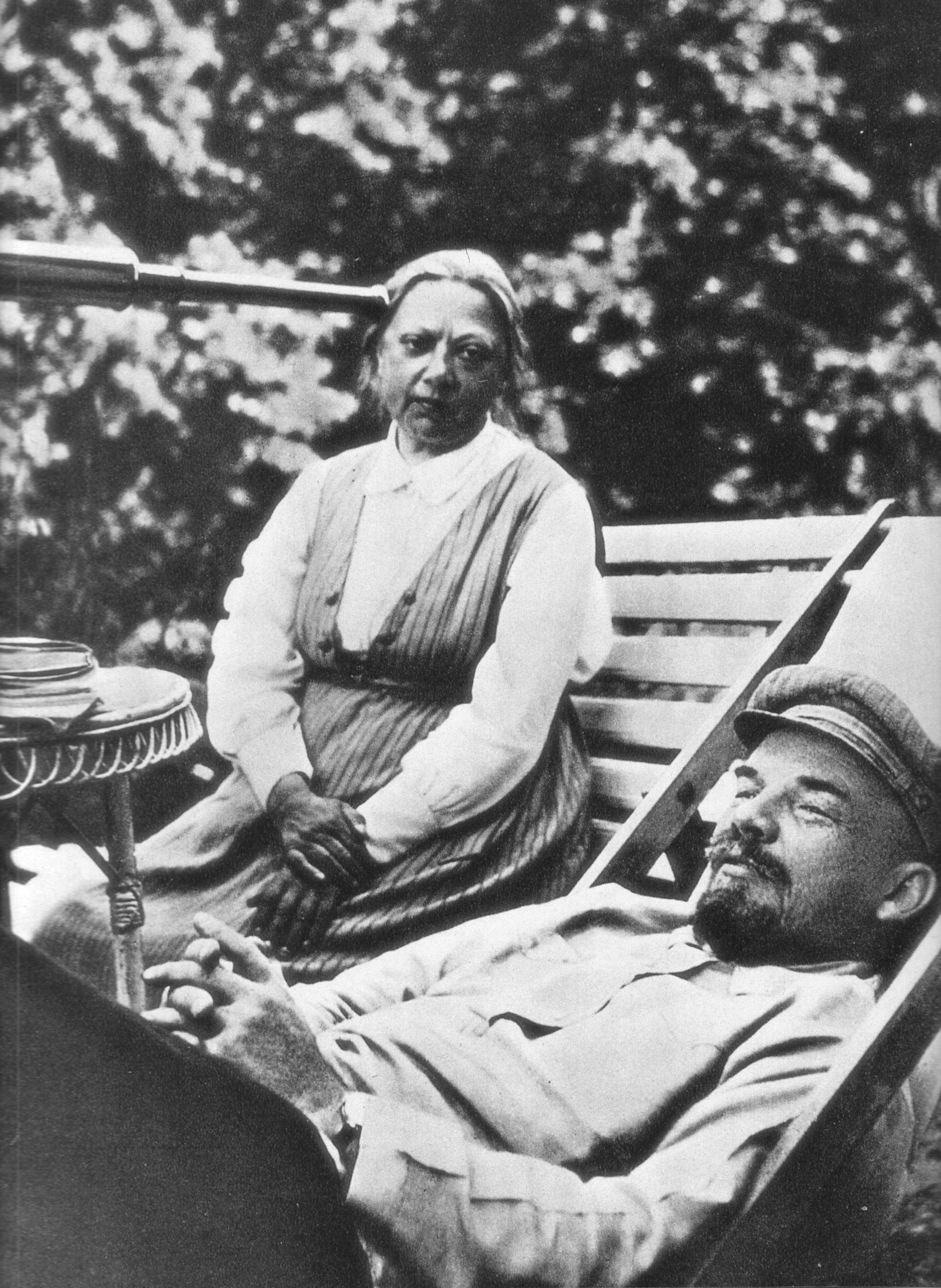
ناديجدا كروبسكايا برفقة زوجها فلاديمير لينين عام 1922

## روابط خارجية
- ناديجدا كروبسكايا على موقع IMDb (الإنجليزية)
- ناديجدا كروبسكايا على موقع الموسوعة البريطانية (الإنجليزية)
- ناديجدا كروبسكايا على موقع ميوزك برينز (الإنجليزية)
- ناديجدا كروبسكايا على موقع ديسكوغز (الإنجليزية)
- ناديجدا كروبسكايا على موقع قاعدة بيانات الفيلم (الإنجليزية)